# Markowizna (województwo śląskie)
Markowizna – kolonia w Polsce położona w województwie śląskim, w powiecie zawierciańskim, w gminie Ogrodzieniec.
W latach 1975–1998 miejscowość administracyjnie należała do województwa katowickiego.